# Macropsis gagnei
Macropsis gagnei är en insektsart som beskrevs av Hamilton 1980. Macropsis gagnei ingår i släktet Macropsis och familjen dvärgstritar. Inga underarter finns listade i Catalogue of Life.